# The Lonely Boys
The Lonely Boys (швед. De ensamma pojkarna) — художественная книга шведского автора, рок- и спортивного журналиста Матса Ольссона о молодой ритм-н-поп группе из южной Швеции. Действие в книге происходит в 1965 году.

## История создания
Ольссон попросил Пера Гессле написать саундтрек, который можно было бы выпустить вместе с книгой, и который бы отражал её содержание. Дебютный альбом выдуманной музыкальной группы «из южной Швеции 1965 года» вышел в декабре 1995 года. Над альбомом работали музыканты из двух шведских поп-групп: Wilmer X (Хельберг и Хольст) и Gyllene Tider (Гессле, Перссон и Андерссон).
Музыканты приложили немало усилий, чтобы создать настоящий звук 1960-х годов от текста песен до аутентичных инструментов и усилителей, использованных в процессе записи. Альбом представлен в виде двух сторон пластинки (хотя он выходил только на промо-пластинке в Швеции), включая звуки потрескивания иглы на проигрывателе и паузу между двумя сторонами, когда пластинка переворачивается.
Альбом также стал оммажем английскому року середины 1960-х годов, особенно группам The Beatles и The Rolling Stones. Так, песня «So Much In Love» — кавер-версия песни Мика Джаггера и Кита Ричардса (см. также: Джаггер — Ричардс).
Книга Ольссона вышла в ноябре 1995 года вместе с бонусным компакт-диском, выпущенным ограниченным тиражом. Диск продавался вместе с первыми 2000 экземплярами книги. На обложке этого бонусного CD имена исполнителей музыки соответствовали вымышленным героям книги, а настоящие имена исполнителей предполагалось держать в секрете. Как только СМИ раскрыли личности реальных исполнителей, у книжных магазинов в Швеции выстроились очереди, чтобы купить первое издание книги.
Позже стало известно, что бонусный CD был изготовлен тиражом в 2500 экземпляров и оставшиеся 500 дисков использовали как промо-копии.

## Музыканты
Группа The Lonely Boys состояла из (по именам протагонистов, участников группы из повествования книги):
- Lasse Göransson (= Томас Хольст[швед.]) — бас-гитара
- Roland Bergström (= Матс МП Перссон) — Vox- и орган Хаммонда, клавишные
- Kalle Johansson (= Мике «Сюд» Андерссон) — ударные и бубен
- Thomas Nyberg (= Пер Гессле) — вокал и ритм-гитара
- Richard Andersson (= Ниссе Хельберг[англ.]) — соло-гитара, гармоника, маракас, бубен и вокал

## Издания альбома
Оригинальное издание альбома включает следующие композиции (разделённые на «Сторону А» и «Сторону Б» чтобы соответствовать 12" виниловой пластинке, на которых выпускали музыкальные альбомы в 1960-х).
Во всех песнях основной вокал: Пер Гессле и Ниссе Хельберг кроме случаев, где отмечено особо. В оригинальном альбоме записаны 14 композиций; при этом семь из них были написаны специально для альбома — ниже они выделены полужирным шрифтом.
| №                   | Название                                       | Автор(ы)            | Основной вокал      | Длительность |
| ------------------- | ---------------------------------------------- | ------------------- | ------------------- | ------------ |
| 1.                  | «Lonely Boys»                                  | Пер Гессле          |                     | 2:24         |
| 2.                  | «I'm Not Like You»                             | Ниссе Хельберг      |                     | 3:03         |
| 3.                  | «Keep the Radio On (This is the Perfect Song)» | Гессле              |                     | 2:53         |
| 4.                  | «September Girl»                               | Хельберг            | Хельберг            | 3:20         |
| 5.                  | «Adam & Eve»                                   | Гессле              |                     | 2:40         |
| 6.                  | «I Wanna Be With You»                          | Гессле              |                     | 2:45         |
| 7.                  | «Fuzzy Puss»                                   | Хельберг            | инструментальная    | 2:13         |
| Общая длительность: | Общая длительность:                            | Общая длительность: | Общая длительность: | 19:28        |

| №                   | Название                                | Автор(ы)            | Основной вокал      | Длительность |
| ------------------- | --------------------------------------- | ------------------- | ------------------- | ------------ |
| 8.                  | «So Much In Love»                       | Джаггер — Ричардс   |                     | 2:35         |
| 9.                  | «Flowers on the Moon»                   | Хельберг            |                     | 2:50         |
| 10.                 | «Let Go of My Heart»                    | Хельберг            | Хельберг            | 1:57         |
| 11.                 | «Apple in the Mud»                      | Гессле              |                     | 2:47         |
| 12.                 | «Pretty Little Devil (With Angel Eyes)» | Хельберг            | Хельберг            | 2:20         |
| 13.                 | «Genius Gone Wrong»                     | Гессле              |                     | 3:11         |
| 14.                 | «Days to Come, Days of Gold»            | Хельберг            | Хельберг            | 3:31         |
| Общая длительность: | Общая длительность:                     | Общая длительность: | Общая длительность: | 19:11        |

| №   | Название             | Автор(ы) | Длительность |
| --- | -------------------- | -------- | ------------ |
| 15. | «Lonely Boys (Demo)» | Гессле   | 2:34         |
| 16. | «Adam & Eve (Demo)»  | Гессле   | 2:34         |

### Обзор песен
- 1. Lonely Boys: песня была написана в июне 1995 года.
- 2. I’m Not Like You: песня была изначально написана для группы Wilmer X[1].
- 3. Keep the Radio On (This Is the Perfect Song): изначально песня была написана в 1980 году для группы Gyllene Tider на шведском языке под названием «Gå hem innan du lägger dej»[1]. Группа Gyllene Tider никогда не выпускала эту песню, потому что Гессле был недоволен её текстом. В 2005 году он хотел включить её в свой сольный англоязычный альбом Son of a Plumber (2005), но и в этот раз от песни отказались. Студийная версия вышла лишь в качестве бонус-трэка на iTunes-издании альбома.
- 4. September Girl: песня была написана в апреле 1995 года в Сантьяго (Чили), когда Гессле гастролировал с Roxette в рамках Crash! Boom! Bang! Tour[англ.]. Песня была изначально написана для группы Wilmer X[1].
- 5. Adam & Eve: демоверсия была записана 4 июля 1995 года[4].
- 6. I Wanna Be With You: демоверсия песни была записана 2 ноября 1994 года на студии T&A. Изначально песня была написана для группы Roxette[1]. По словам Пера Гессле эта песня попала в альбом The Lonely Boys только лишь потому, что другая песня «Stay (At Home, At Work, At Play)» выдавалась из общего ряда песен ещё больше. Обновлённая студийная запись композиции была выпущена в апреле 1997 году в качестве би-сайда из сингла «Do You Wanna Be My Baby» из сольного альбома Гессле The World According to Gessle (1997)[5].
- 8. So Much In Love: песня была написана дуэтом Джаггер — Ричардс в 1964 году. Сами The Rolling Stones никогда песню не записывали. Первую запись этой песни выпустила группа The Mighty Avengers[англ.] в качестве одноимённого внеальбомного сингла в 1964 году[6]. У The Mighty Avengers и The Rolling Stones в то время был один и тот же менеджер, Эндрю Луг Олдем, который и познакомил музыкантов. Позже песню выпустила группа Charles Dickens в альбоме The Immediate Alternative (1990)[7]. Ещё одну версию песни записала британская рок-группа The Inmates[англ.][8]. Песня вышла в альбоме Dirty Water: The Very Best Of The Inmates (2001).
- 9. Flowers on the Moon: песня была изначально написана для группы Wilmer X[1]. Название этой песни Гессле позаимствовал для текста песни Roxette «Salvation» из альбома Have a Nice Day (1999).
- 11. Apple in the Mud: песня была написана в апреле 1995 года в Сантьяго (Чили), когда Гессле гастролировал с Roxette в рамках Crash! Boom! Bang! Tour[англ.]. Демоверсия была записана 4 июля 1995 года. Она вышла в сборнике «The Per Gessle Archives — Demos & Other Fun Stuff!, Vol. 2».
- 13. Genius Gone Wrong: песня была написана в 1984 году. Её демоверсия была записана 5 июля 1995 года. Она вышла в сборнике «The Per Gessle Archives — Demos & Other Fun Stuff!, Vol. 4». Песня была написана для группы Gyllene Tider — изменённая её версия была выпущена в альбоме Jag Har Förstått Allt, Men Jag Kan Inte Ge Några Detaljer (1989)[1], полу-официальный сборник песен на виниле, который группа выпустила ко дню рождения Матса МП Перссона.
- 17. Stay (At Home, At Work, At Play): песня была написана в июне 1995 года — автор текста Пер Гессле, композиторы Гессле и Матс МП Перссон. Демоверсия записана 5 июля 1995 года в студии T&A и выпускалась ранее в сборнике «The Per Gessle Archives — Demos & Other Fun Stuff!, Vol. 2». Изначально планировалось, что эта песня войдёт в альбом The Lonely Boys, но в процессе его создания было решено, что она не вписывается в общий ряд. Также эта песня рассматривалась для сборника Roxette Don’t Bore Us, Get to the Chorus!, но и в него она не вошла. Песня была выпущена датской поп-рок певицей Ann-Louise Mathiesen в альбоме Wonder Wheel (1996). Позже Гессле выпустил собственную запись этой песни на бонусном диске к книге «The Look for Roxette» (2002).

### Форматы издания
- Промо-LP (640 копий)[2]
- Компакт-диск (ограниченный тираж с изменённым буклетом, продавался только в комплекте с первым тиражом книги в 2000 экз. — вып. в ноябре 1995 года)[9]
- Компакт-диск (вып. 2 января 1996 года в Швеции)
- Компакт-диск (европейский релиз, выпущен в Нидерландах)
- Компакт-кассета (промо, Германия)[2]
- Компакт-диск (Бразилия)[10]
- Компакт-диск (выпущен в Японии)
- Компакт-диск (шведское переиздание 2007 года с изменённым буклетом)

## Сингл
Из альбома был выпущен (в Швеции (всего 780 копий) и Нидерландах) только один сингл на песню «Flowers on the Moon» (29 февраля 1996 года):
- Сторона A: «Flowers on the Moon»
- Сторона B: «Lonely Boys»

Flowers on the Moon

Автор песни: Ниссе Хельберг

Пер Гессле: главный вокал

Ниссе Хельберг: главный вокал, акустическая и 12-струнная гитара, соло-гитара

Матс МП Перссон: bongos & Mellotron

Lonely Boys

Автор песни: Пер Гессле

Пер Гессле: главный вокал, соло-гитара

Ниссе Хельберг: главный вокал, фузз-гитара

Кларенс Эверман: аранжировка струнного квартета

Продюсеры: Микаэль Ильберт и The Lonely Boys

Инженеры звукозаписи: Микаэль Ильберт и Понтус Ольссон

## The Per Gessle Archives — The Lonely Boys — Demo Sessions 1995
10 января 2025 года вышла 12" виниловая пластинка с записями шести демоверсий песен, вошедших в оригинальный альбом. Данный релиз вышел в рамках «The Per Gessle Archives», когда музыкант выпускает демоверсии, концертные или ранее не издававшиеся записи, большей частью в качестве подарка своим поклонникам на собственный день рождения (12 января). Так как в 2025 году 12 января выпало на воскресение, звукозаписывающая компания решила выпустить пластинку двумя днями ранее, так как большинство релизов в Швеции выпускаются по пятницам.
Все оригинальные записи выпускаемых песен были переработаны в 2024 году, поэтому они выпускаются как «2024 mix».

### Список композиций
Автор всех песен: Пер Гессле. Для песни «Stay (At Home, At Work, At Play)»: композиторы Пер Гессле и Матс МП Перссон.
| №  | Название                                                                          | Длительность |
| -- | --------------------------------------------------------------------------------- | ------------ |
| 1. | «Lonely Boys (T&A Demo July 4, 1995 – 2024 Mix)»                                  |              |
| 2. | «Apple In The Mud (T&A Demo July 4, 1995 – 2024 Mix)»                             |              |
| 3. | «Keep The Radio On (This Is The Perfect Song) (T&A Demo July 5, 1995 – 2024 Mix)» |              |

| №  | Название                                                              | Длительность |
| -- | --------------------------------------------------------------------- | ------------ |
| 4. | «Adam & Eve (T&A Demo July 4, 1995 – 2024 Mix)»                       |              |
| 5. | «Genius Gone Wrong (T&A Demo July 5, 1995 – 2024 Mix)»                |              |
| 6. | «Stay (At Home, At Work, At Play) (T&A Demo July 5, 1995 – 2024 Mix)» |              |

| №  | Название                                                     | Длительность |
| -- | ------------------------------------------------------------ | ------------ |
| 7. | «I Wanna Be With You (T&A Demo November 2, 1994 – 2024 Mix)» |              |

Все выпускаемые демоверсии были записаны 4 и 5 июля 1995 года на студии «T&A Studios» в Хальмстаде, Швеция.

Инженер звукозаписи: Матс МП Перссон.

Смикшировано на студии «T&A Studios» (Хальмстад) в августе 2024 года.

Музыканты:
- Мике «Сюд» Андерссон: ударные
- Пер Гессле: электрогитара, клавишные, гармоника, синтезатор и вокал
- Матс МП Перссон: электрогитара и бас-гитара

Автор фотографии для обложки пластинки: Оса Гессле

Графический дизайн: Пэр Викхольм, Wickholm Formavd., Стокгольм